# Voster ATS Team w sezonie 2020
Voster ATS Team w sezonie 2020 – podsumowanie występów zawodowej grupy kolarskiej Voster ATS Team w sezonie 2020.
W sezonie 2020 grupa Voster ATS Team, podobnie jak w czterech poprzednich sezonach funkcjonowania na poziomie zawodowym, rywalizowała w dywizji UCI Continental Teams, będąc jednym z czterech polskich zespołów na tym szczeblu. Dyrektorem sportowym grupy był Mariusz Witecki, sprawujący tę funkcję od sezonu 2017.

## Transfery
W porównaniu z sezonem 2019 do składu Voster ATS Team dołączyło pięciu nowych kolarzy: po dwóch z CCC Development Team (Patryk Stosz i Piotr Brożyna) oraz Wibatech Merx (Paweł Cieślik i Wojciech Sykała oraz jeden (Jakub Murias), który rok wcześniej nie występował na szczeblu zawodowym. Z grupy odeszło z kolei czterech kolarzy: dwóch do innych polskich grup zawodowych – Szymon Krawczyk (CCC Development) oraz Adrian Banaszek (Mazowsze Serce Polski, a pozostałych dwóch (Mateusz Komar i Leszek Pluciński) w sezonie 2020 nie występowało na szczeblu zawodowym. Ponadto w trakcie sezonu z dalszych występów zrezygnował Mateusz Taciak, który w maju 2020 zakończył karierę, dołączając do sztabu szkoleniowego grupy.
| Przybyli        | Przybyli                         | Odeszli          | Odeszli                    |
| Kolarz          | Poprzednia grupa zawodowa (2019) | Kolarz           | Nowa grupa zawodowa (2020) |
| --------------- | -------------------------------- | ---------------- | -------------------------- |
| Paweł Cieślik   | Wibatech Merx                    | Mateusz Komar    | brak                       |
| Patryk Stosz    | CCC Development Team             | Szymon Krawczyk  | CCC Development Team       |
| Piotr Brożyna   | CCC Development Team             | Leszek Pluciński | brak                       |
| Wojciech Sykała | Wibatech Merx                    | Adrian Banaszek  | Mazowsze Serce Polski      |
| Jakub Murias    | brak                             | Mateusz Taciak   | brak                       |

## Skład
| Skład drużyny 2020                       | Skład drużyny 2020  | Skład drużyny 2020 | Skład drużyny 2020              |
| Imię i nazwisko                          | Data urodzenia      | Państwo            | Poprzednia grupa                |
| ---------------------------------------- | ------------------- | ------------------ | ------------------------------- |
| Piotr Brożyna                            | 17 lutego 1995      | Polska             | CCC Development (2019)          |
| Paweł Cieślik                            | 12 kwietnia 1986    | Polska             | Wibatech Merx (2019)            |
| Paweł Franczak                           | 7 października 1991 | Polska             | CCC Sprandi Polkowice (2018)    |
| Mateusz Grabis                           | 24 sierpnia 1994    | Polska             | TC Chrobry Saroni Głogów (2016) |
| Sylwester Janiszewski                    | 24 stycznia 1988    | Polska             | Wibatech Merx 7R (2018)         |
| Adam Stachowiak                          | 10 czerwca 1989     | Polska             | Verva ActiveJet (2016)          |
| Patryk Stosz                             | 15 lipca 1994       | Polska             | CCC Development (2019)          |
| Wojciech Sykała                          | 27 marca 1994       | Polska             | Wibatech Merx (2019)            |
| Mateusz Taciak (1 sty–18 maj)            | 19 czerwca 1984     | Polska             | CCC Sprandi Polkowice (2018)    |
| Jakub Murias                             | 20 marca 1998       | Polska             | TC Chrobry Scott Głogów (2019)  |
| Krzysztof Parma                          | 8 marca 1987        | Polska             | Krismar Big Silvant Team (2015) |
|                                          |                     |                    |                                 |
| Źródła: ProCyclingStats Cycling Archives |                     |                    |                                 |

## Zwycięstwa
Voster ATS Team w sezonie 2020 odniósł pięć zwycięstw w wyścigach z cyklu UCI Europe Tour, triumfując raz w klasyfikacji generalnej wyścigu i czterokrotnie w pojedynczych etapach. Jedna z tych wygranych miała miejsce w wyścigu kategorii 2.1, a pozostałe w kategorii 2.2.
| Zwycięstwa    | Zwycięstwa                                   | Zwycięstwa           | Zwycięstwa | Zwycięstwa            | Zwycięstwa |
| Data          | Wyścig                                       | Państwo              | Kategoria  | Zwycięzca             |            |
| ------------- | -------------------------------------------- | -------------------- | ---------- | --------------------- | ---------- |
| 29 lip        | Dookoła Bułgarii, 2. etap                    | Bułgaria             | 2.2        | Patryk Stosz          |            |
| 31 lipca 2020 | Dookoła Bułgarii, klasyfikacja generalna     | Bułgaria             | 2.2        | Patryk Stosz          |            |
| 7 wrz         | Belgrad-Banja Luka, 4. etap                  | Bośnia i Hercegowina | 2.1        | Sylwester Janiszewski |            |
| 12 wrz        | Wyścig Solidarności i Olimpijczyków, 4. etap | Polska               | 2.2        | Sylwester Janiszewski |            |
| 17 wrz        | Małopolski Wyścig Górski, prolog             | Polska               | 2.2        | Piotr Brożyna         |            |

## Ranking UCI
Drużyna zakończyła sezon 2020 na 52. pozycji w rankingu klubowym UCI, spośród polskich grup pokonując tylko Wibatech Merx. W rankingu UCI Europe Tour Voster ATS Team zajął z kolei 28. lokatę.
Indywidualnie najlepszym zawodnikiem grupy Voster ATS Team w sezonie 2020 był Piotr Brożyna, który w rankingu UCI zajął 376. miejsce z dorobkiem 104 punktów.
| Ranking UCI | Ranking UCI           | Ranking UCI | Ranking UCI |
| Kolarz      | Kolarz                | Państwo     | Punkty      |
| ----------- | --------------------- | ----------- | ----------- |
| 376.        | Piotr Brożyna         | Polska      | 104 pkt     |
| 395.        | Paweł Franczak        | Polska      | 100 pkt     |
| 444.        | Patryk Stosz          | Polska      | 85 pkt      |
| 564.        | Sylwester Janiszewski | Polska      | 63 pkt      |
| 716.        | Adam Stachowiak       | Polska      | 45 pkt      |
| 1323.       | Jakub Murias          | Polska      | 13 pkt      |
| 1569.       | Paweł Cieślik         | Polska      | 6 pkt       |
| 2000.       | Wojciech Sykała       | Polska      | 3 pkt       |